# 1730
Het jaar 1730 is het 30e jaar in de 18e eeuw volgens de christelijke jaartelling.

## Gebeurtenissen
- 4 februari - De opera Artaserse van de Italiaanse componist Leonardo Vinci gaat in première in Rome.
- 12 juli - Paus Clemens XII volgt paus Benedictus XIII op.
- 21 juli - Een plakkaat van de Staten van Holland en West-Friesland stelt de doodstraf op homoseksualiteit. (Zie ook Utrechtse homoseksuelenaffaire).
- september - maharadja Abhay Singh van Jodhpur geeft aan zijn soldaten opdracht om in Khejarli Khejri-bomen (Prosopis cineraria) om te hakken voor de bouw van zijn paleis. Als de Bishnoi proberen de bomen te beschermen, vallen er 363 slachtoffers, waarvan enkelen in Khejarli worden begraven.

zonder datum
- Anders Celsius wordt in Uppsala hoogleraar in de astronomie.
- In het Osmaanse Rijk vindt een staatsgreep door de janitsaren plaats. Mahmut I volgt zijn neef Ahmed III op.

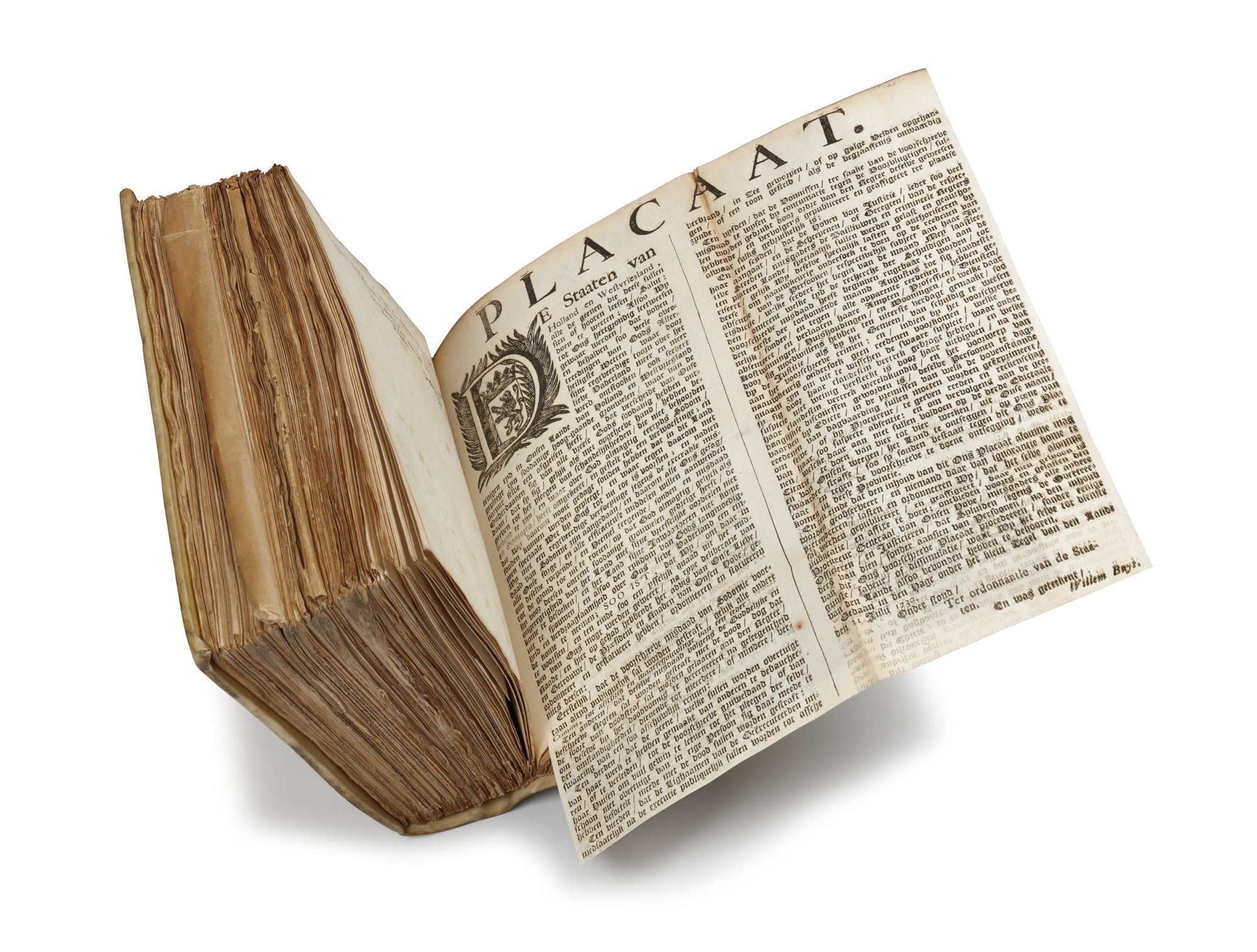
Foto van het plakkaat waarin de doodstraf op homoseksualiteit wordt vermeld

- Dinxperlo verkoopt markegrond om haar schuld aan Bredevoort te voldoen.

## Beeldende kunst

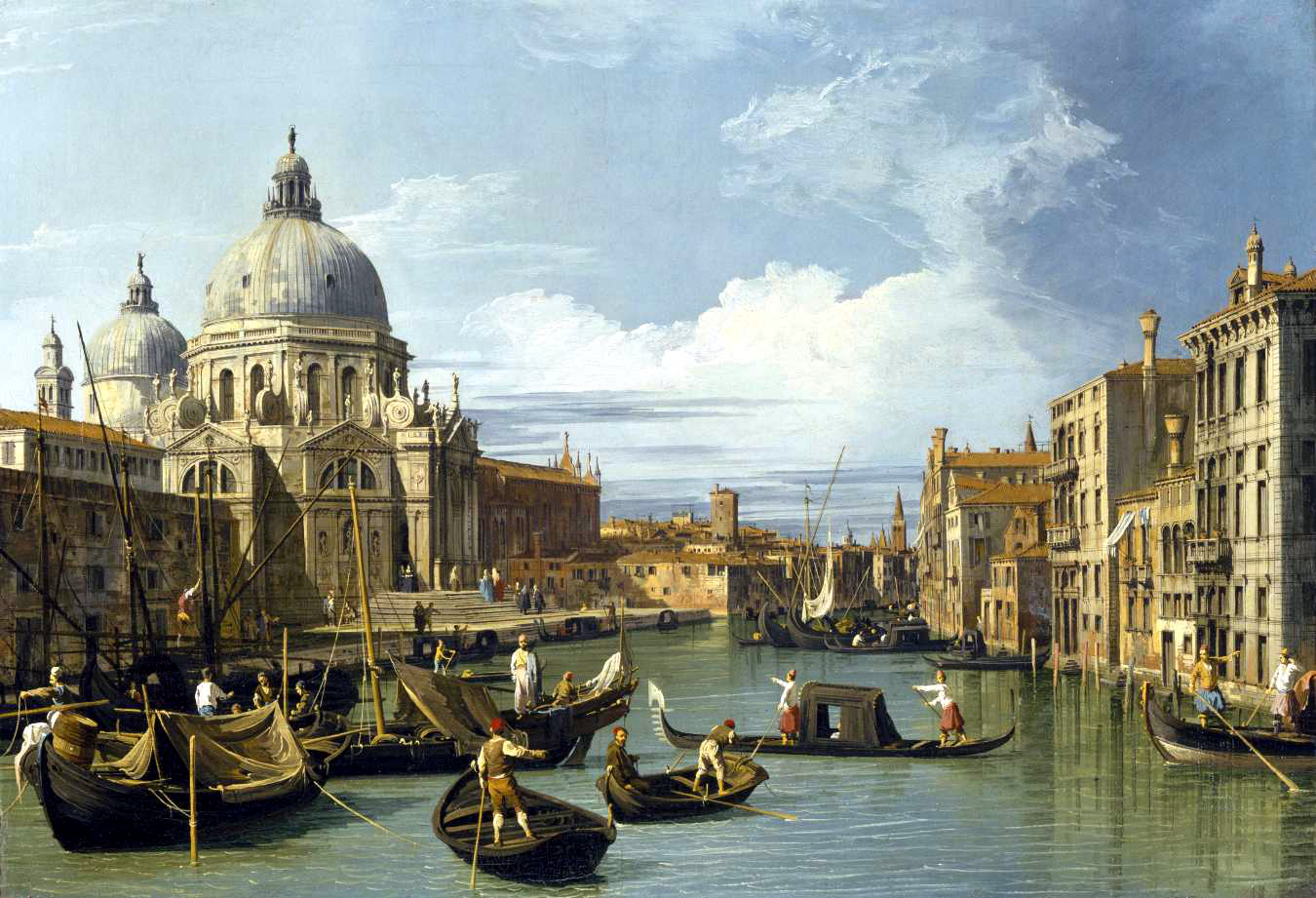
The Grand Canal and the Church of the Salute (1730) Canaletto, Museum of Fine Arts Houston

## Bouwkunst

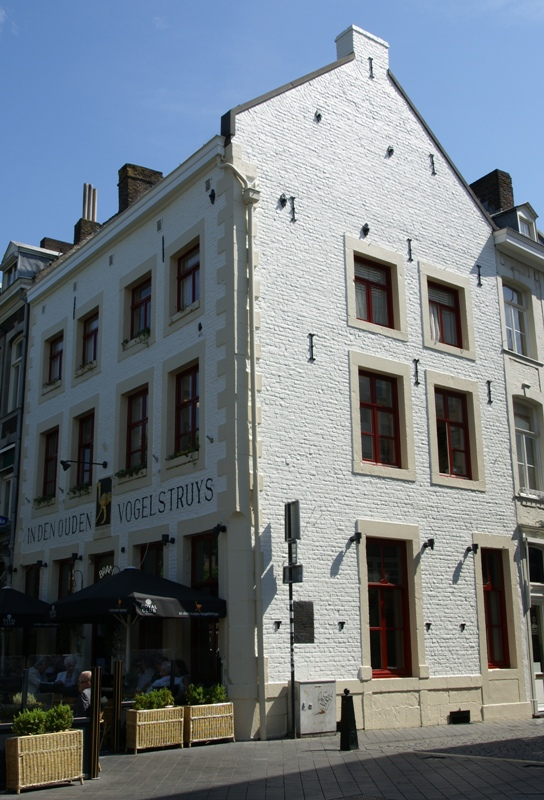
In den Vogelstruys, Maastricht (1730)

## Geboren
januari
- 3 - Charles Palissot de Montenoy, Frans schrijver (overleden 1814)

april
- 15 - Felice Fontana, Italiaans natuurwetenschapper en anatoom (overleden 1805)

juli
- 12 - Josiah Wedgwood, Engels pottenbakker (overleden 1795)

november
- 10 - Oliver Goldsmith, Brits schrijver (overleden 1774)

december
- 16 - Diego Silang, Filipijns opstandelingenleider (overleden 1763)

datum onbekend
- William Hudson, Engels botanicus en apotheker (overleden 1793)

## Overleden
maart
- 2 - Paus Benedictus XIII (81), paus van 1724 tot 1730

april
- 21 - Jan Palfijn (79), Vlaams verloskundige

juni
- 20 - Gabriël Grupello (86), Vlaams beeldhouwer

september
- 27 - Laurence Eusden (±42), Engels dichter

oktober
- 12 - Frederik IV van Denemarken (59), koning van Denemarken en Noorwegen